# Bayldonite
La bayldonite est une espèce minérale de la classe chimique des arséniates de formule PbCu3(AsO4)2(OH)2H2O.

## Inventeur et étymologie
Décrite par Church en 1865. Elle a été ainsi nommée en hommage au physicien britannique John Bayldon qui est le découvreur.

## Topotype
St Day en Cornouailles (Royaume-Uni). Les échantillons types sont déposés au Musée d'histoire naturelle de Londres No 123.433

## Habitus
Variable, évoquant une surface grenue (croûte, mamelonnée concrétionnaire), parfois fibreuse. Elle peut être trouvée en agrégat ou pulvérulent. Très fréquente en pseudomorphose notamment de la mimétite. Les cristaux sont rares et peuvent atteindre un centimètre.

## Cristallographie
- Paramètres de la maille conventionnelle : a = 14,083 Å, b = 5,893 Å, c = 10,152 Å, Z = 4 ; bêta = 106,1 ° V = 809,48 Å3
- Densité calculée = 5,99

## Gîtologie
La bayldonite se forme dans la zone d'oxydation des filons métallifères, aux dépens des sulfures, sulfo-arséniures et des arséniures.

### Minéraux associés
- Mimétite, olivénite, azurite, malachite, tsumébite, cuproadamite, duftite, keyite, schulténite, philipsbornite (Tsumeb, Namibie)
- Beudantite, anglésite, cérusite, malachite, azurite, barite (Kayrakty, Kazakhstan).

minéral (toxique)

## Synonymie
- cuproplumbite (Biehl1919) [5]

- parabayldonite (Biehl1921)  [6]

## Gisements remarquables
- Angleterre

St Day en Cornouailles
- Autriche

District de Neufinkenstein-Grabanz, Mont Mallestiger Mittagskogel., Finkenstein, Carinthie
- France

Mine "Les Montmins" (veine Ste Barbe), Échassières, Ébreuil, Allier, Auvergne
Vallon des Graus, Capelet ., Belvédère, Saint-Martin-Vésubie, Alpes-Maritimes 
- Italie

Pira Inferida, Mine Fenugu Sibiri, Gonnosfanadiga, Province Medio Campidano, Sardaigne
- Namibie

Tsumeb